# Голдмен, Ричард Фрэнко
Ричард Фрэнко Голдмен (англ. Richard Franko Goldman; 7 декабря 1910 — 19 января 1980) — американский дирижёр, композитор и музыковед.

## Биография
Сын и ученик Эдвина Франко Голдмена, на раннем этапе учился также игре на фортепиано у Кларенса Адлера. Затем окончил Колумбийский университет со специализацией по философии и романским языкам, в студенческий период дебютировал как музыкальный критик. Короткое время стажировался как композитор в Париже у Нади Буланже, вернувшись в США в 1934 году; занимался также под руководством Уоллингфорда Риггера. Во время Второй мировой войны служил в Управлении стратегических служб.
С 1937 года был ассистентом своего отца, а в 1956 году унаследовал созданный отцом духовой Оркестр Голдмена и руководил им до своей смерти. Кроме того, в 1947—1960 годах преподавал в Джульярдской школе, одновременно в 1952—1956 годах исполняя обязанности приглашённого профессора в Принстонском университете. Затем работал в Консерватории Пибоди, а в 1969—1977 годах возглавлял её.
Голдмену-младшему принадлежит значительное количество аранжировок для духового оркестра и целый ряд книг об этом составе: «Музыка для духового оркестра» (англ. The Band's Music; 1938), «Концертный духовой оркестр» (англ. The Concert Band; 1946), «Духовой оркестр» (англ. The Wind Band; 1961). Голдменом также написана монография «Гармония в западной музыке» (англ. Harmony in Western Music; 1965), ряд статей.

## Награды
В 1961 году Голдмен удостоен Премии Дитсона за вклад дирижёра в американскую музыкальную культуру.